# ژائومه آلگرسوآری
خایمه آلگرسوآری (انگلیسی: Jaime Alguersuari؛ زادهٔ ۲۳ مارس ۱۹۹۰) یک اتوموبیل‌ران فرمول ۱ اهل اسپانیا است.